# Cicala (araldica)
In araldica la cicala simboleggia musica, nobiltà della stirpe e eloquenza. In alcune zone della Grecia era particolarmente venerata come insetto favorito di Atena, nelle cui statue era spesso rappresentata.

Di norma, si rappresenta con ali chiuse e montante.
Il Volpicella specifica che in araldica si chiama "cicala" anche l'anello snodato posto in cima all'ancora al quale si lega la gomena, «forse perché cigola come una cicala».

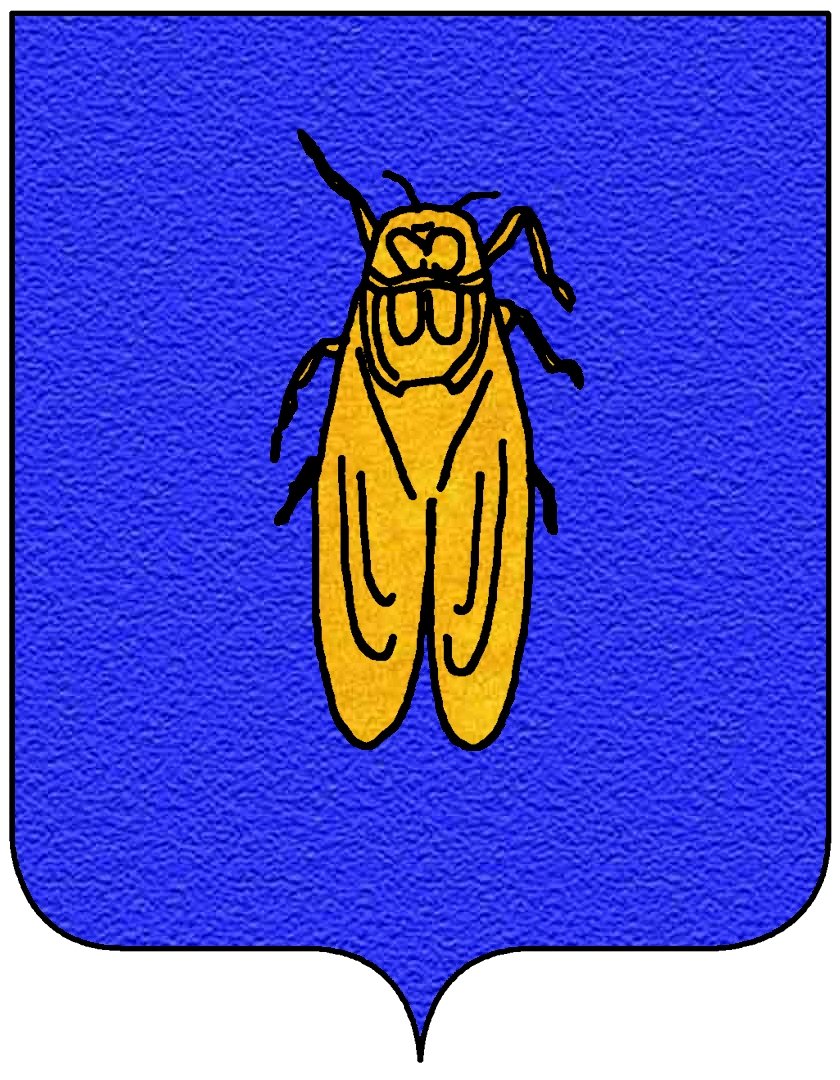
D'azzurro, alla cicala al naturale (stemma della famiglia Cigheri di Genova)
D'azzurro, a sei cicale al naturale, poste in cinta (famiglia Cicala di Genova)
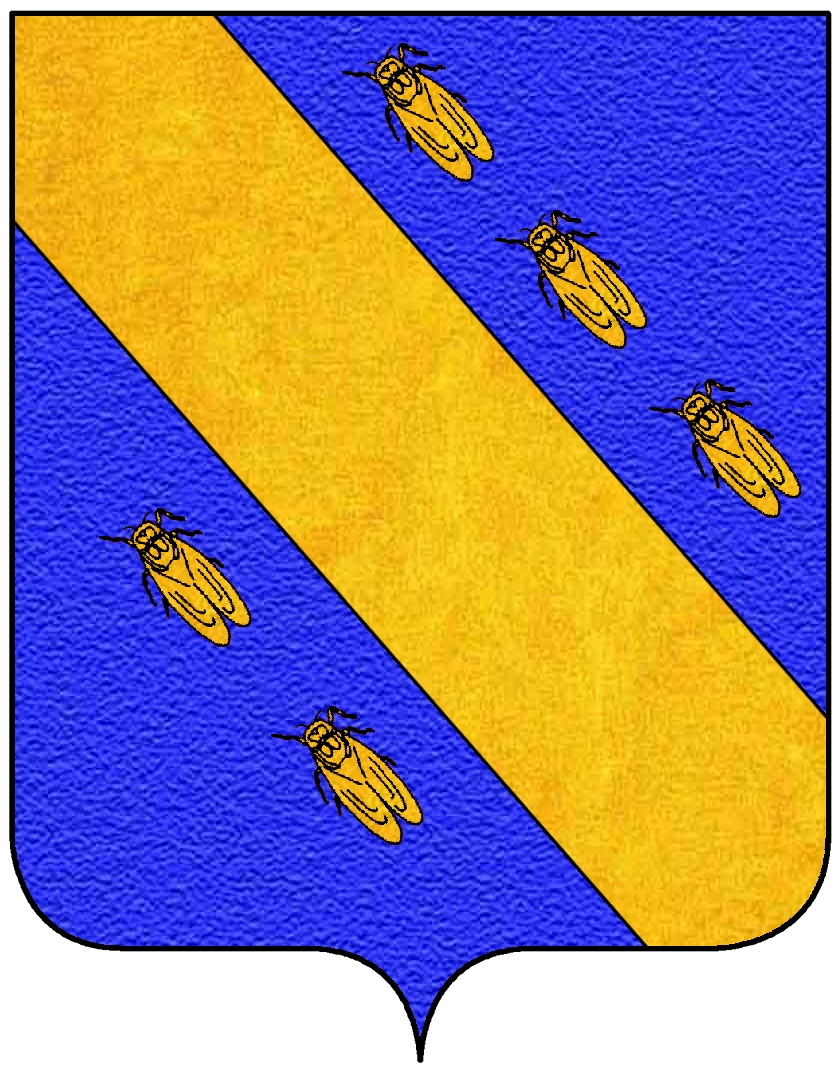
D'azzurro, alla banda d'oro accostata da cinque cicale dello stesso, tre in capo e due in punta (famiglia Ferrarotto di Messina e Catania)